# Hidroelektrana Zavrelje
Hidroelektrana Zavrelje ili MHE Zavrelje je mala akumulacijska hidroelektrana u Hrvatskoj. Nalazi se u Mlinima, 12 kilometara jugoistočno od Dubrovnika. Pogon je počeo raditi 1953. Ukupne je snage 2 MW.
Prosječno godišnje proizvodi 4 GWh električne struje, no 2009. i 2010. je proizvodnja bila iznimna, 5,9 GWh, a 2010. više nego dvostruko veća od prosjeka, 9 GWh.

## Energetski podatci
- instalirani volumni protok (istjek): Qi = 3 m3/s (2 x 1,5 m3/s)
- konstruktivni neto pad vode: Ht = 76 metara
- instalirana snaga: 2 MW (2 x 1 MW)
- srednja godišnja proizvodnja (1974. – 1997.): Esr = 4,74 GWh
- maksimalna godišnja proizvodnja (1974. – 1997.): Emax = 8 GWh (1979.)

Postrojenje HE ima jedan agregat: Agregat A - Francisova turbina, dvojna spiralna, iz 1953.: 2,1 MVA

## Novi sustav mjerenja i nadzora razine vode
Budući da je godišnji rad Male hidroelektrane Zavrelje vezan uglavnom za relativno kratka kišna razdoblja, od posebne je važnosti da se tijekom tog razdoblja osigura što veća fleksibilnost sustava (dodatne funkcije u sklopu turbinske regulacije), kako bi se postigla optimalna iskoristivost vodnih resursa. Iz navedenih razloga se pokazala potreba da se u okviru postojeće procesne stanice turbinskog regulatora ugradi nova programska podrška za algoritam automatskog vođenja agregata po razini. Osnovna ideja ovog algoritma sastoji se u tome da se upravljanje agregatom (postavljanje vrijednosti reference snage), izvodi na takav način da se postiže održavanje, odnosno praćenje zadane razine vode u dovodnom kanalu. Time se rad agregata prilagođava količini (razini) vode koja mu stoji na raspolaganju, te se izbjegavaju problemi naglog pražnjenja akumulacije, koji mogu nastati kod rada agregata u režimu regulacije po snazi. Za uspješno vođenje agregata po razini nužno je osigurati kvalitetan i pozdan sustav za mjerenje razine vode u dovodnom kanalu. U skladu s tom činjenicom, postojeći zastarjeli mjerni sustav zamijenjen je novim sustavom, temeljenim na suvremenoj ultrazvučnoj mjernoj tehnologiji. 
Novi sustav mjerenja i nadzora razine vode u dovodnom kanalu, odnosno sustav vođenja agregata po razini, implementiran na MHE Zavrelje, omogućava veću fleksibilnost u radu agregata (vodna turbina + generator) kada je spojen na elektroenergetski sustav, te efikasnije upravljanje raspoloživim vodnim resursima, što je od posebne važnosti za male hidroelektrane. Sustav je temeljen na primjeni moderne ultrazvučne tehnologije mjerenja razine, te jednostavnog, ali robusnog algoritma vođenja agregata po razini, a izradio ga je Brodarski institut.